# Paracilicaea teretron
Paracilicaea teretron is een pissebed uit de familie Sphaeromatidae. De wetenschappelijke naam van de soort is voor het eerst geldig gepubliceerd in 1955 door Barnard.